# Мадагаскар на Светском првенству у атлетици у дворани 2014.
Мадагаскар је учествовао на Светском првенству у атлетици у дворани 2014. одржаном у Сопоту од 7. до 9. марта дванаести пут. Репрезентацију Мадагаскара представљала је једна атлетичарка, која се такмичила у трци на 1.500 метара.,
На овом првенству Мадагаскар није освојио ниједну медаљу. Није било нових националних, личних и рекорда сезоне.

## Учесници
Жене:
- Елијане Сахолинирина — 1.500 м

## Резултати

### Жене
| Атлетичарка          | Дисциплина | Лични рекорд | Квалификација | Квалификација | Финале                | Финале  | Детаљи |
| Атлетичарка          | Дисциплина | Лични рекорд | Резултат      | Место         | Резултат              | Место   | Детаљи |
| -------------------- | ---------- | ------------ | ------------- | ------------- | --------------------- | ------- | ------ |
| Елијане Сахолинирина | 1.500 м    |              | 4:19,64 НР    | 7. у гр. 1    | Није се квалификовала | 19 / 20 |        |